# Emma Johnson (Jazzmusikerin)
Emma Johnson (* um 1995 in Accrington, Lancashire) ist eine britische Jazzmusikerin (Tenorsaxophon, Komposition).

## Leben und Wirken
Johnson spielte Klarinette im Schulorchester, bevor sie zum Saxophon wechselte und mit ihrer Familie nach Leeds zog. Sie wuchs in einer musikbegeisterten Familie auf und zu ihren frühen Einflüssen gehörten Rock- und Popkünstler und insbesondere Singer-Songwriter wie James Taylor, Joni Mitchell und Norah Jones. Als besonderen Einfluss nennt sie Jones’ Debütalbum Come Away with Me (2002), da es auch dazu beigetragen habe, ihr Interesse am Jazz zu wecken. 2014 schloss sie ihr Studium am Leeds Conservatoire ab und arbeitet weiterhin in der Jazzszene der Stadt.
Abseits ihres Hauptprojekts Gravy Boat hat Johnson mit der Sängerin Nishla Smith zusammengearbeitet und leitet ihre eigene „Bläsergruppe zum Mieten“, was zu einer Zusammenarbeit mit Künstlern wie Fold, Gregory Porter, Clare Teal, Olly Murs, Easy Life, Los Campesinos, Happy Daggers und Neon Dolls führte.
Mit ihrer Gruppe Emma Johnson's Gravy Boat wurde Johnson mit dem Peter Whittingham Award ausgezeichnet, was ihr die Aufnahme ihres Debütalbums ermöglichte. Mit ihrer Band legte sie – nach einer ersten digitalen Single Where Were You Hiding? (2020) – im folgenden Jahr ihr Debütalbum Worry Not vor, das von der Kritik gelobt wurde. „Johnsons Schreiben ist fantasievoll und facettenreich und verbindet einprägsame Themen mit raffinierten Rhythmen und Dynamiken in einer Reihe einfallsreicher Kompositionen, die zahlreiche Wendungen umfassen,“ urteilte Ian Mann (The Jazz Mann). Ende 2023 legte Johnson mit ihrer Band das Folgealbum Northern Flame vor, das laut Chris May (All About Jazz) „das einzigartige und aufregende Talent“ Johnsons bestätigen würde. Im Bereich des Jazz war sie laut Tom Lord zwischen 2020 und 2023 an vier Aufnahmesessions beteiligt.
Emma Johnson ist nicht mit der gleichnamigen klassischen Klarinettistin (* 1966) zu verwechseln. 

## Diskographische Hinweise
- Worry Not (2021), mit Fergus Vickers, Richard Jones, Angus Milne, Steve Hanley
- Nothern Flame (2023) dto.